# Iqraam Rayners
Iqraam Rayners (ur. 19 grudnia 1995 w Kapsztadzie) – południowoafrykański piłkarz, występujący na pozycji napastnika w południowoafrykańskim klubie Mamelodi Sundowns FC oraz w reprezentacji Południowej Afryki.

## Statystyki

### Klubowe
Na podstawie:
| Klub                 | Sezonów | Liga                  | Liga  | Liga   | Puchar krajowy | Puchar krajowy | Kontynentalne | Kontynentalne | Suma  | Suma   |
| Klub                 | Sezonów | Liga                  | Mecze | Bramki | Mecze          | Bramki         | Mecze         | Bramki        | Mecze | Bramki |
| -------------------- | ------- | --------------------- | ----- | ------ | -------------- | -------------- | ------------- | ------------- | ----- | ------ |
| Santos FC            | ?       | Premier Soccer League | ?     | ?      | 4              | 1              | –             | –             | 4     | 1      |
| Stellenbosch FC      | 1       | Premier Soccer League | 22    | 5      | 5              | 1              | –             | –             | 27    | 6      |
| Supersport United FC | 3       | Premier Soccer League | 51    | 2      | 7              | 3              | –             | –             | 58    | 5      |
| Stellenbosch FC      | 2       | Premier Soccer League | 38    | 24     | 16             | 8              | –             | –             | 54    | 32     |
| Mamelodi Sundowns    | 9       | Premier Soccer League | 3     | 3      | 0              | 0              | 1             | 1             | 283   | 22     |
|                      | Łącznie | Łącznie               | 114   | 34     | 32             | 13             | 1             | 1             | 147   | 48     |

### Reprezentacyjne
Na podstawie:
| Gole w reprezentacji | Gole w reprezentacji | Gole w reprezentacji | Gole w reprezentacji | Gole w reprezentacji | Gole w reprezentacji | Gole w reprezentacji | Gole w reprezentacji |
| Lp.                  | Data                 | Miasto               | Przeciwnik           | Wynik                | Gole                 | Inne                 | Rozgrywki            |
| -------------------- | -------------------- | -------------------- | -------------------- | -------------------- | -------------------- | -------------------- | -------------------- |
| 1.                   | 26.03.2024           | Baraki               | Algieria             | 3:3 (2:1)            | 66'                  |                      | mecz towarzyski      |
| 2.                   | 11.06.2024           | Bloemfontein         | Zimbabwe             | 3:1 (1:1)            | 1'                   |                      | Eliminacje MŚ 2026   |

## Sukcesy
Brak ważniejszych sukcesów klubowych i reprezentacyjnych.